# Abdulchakim Isakovič Ismailov
Abdulchakim Isakovič Ismailov (in russo Абдулхаким Исакович Исмаилов?; Čagarotar, 1º luglio 1916 – 16 febbraio 2010) è stato un militare sovietico  di etnia cumucca, noto per essere raffigurato nella fotografia La Bandiera della Vittoria sul Reichstag mentre issa la bandiera dell'URSS sul palazzo del Reichstag, all'arrivo dell'Armata Rossa a Berlino.

## Biografia
Figlio di contadini, lavorò in una fattoria collettiva e nel 1939 fu arruolato nell'Armata Rossa, dove raggiunse il grado di sergente maggiore.
Ferito cinque volte durante la seconda guerra mondiale, ritornò sempre al fronte per combattere. Inquadrato nella 83ª divisione di fanteria, partecipò all'accerchiamento delle truppe tedesche a Stalingrado, quindi alla liberazione di Rostov sul Don e dell'Ucraina meridionale. Per il coraggio dimostrato durante le operazioni in Ucraina, fu insignito della Medaglia per il coraggio e dell'Ordine della gloria di terza classe. Aggregato a una unità di ricognizione, partecipò alla liberazione della Polonia, guadagnandosi l'Ordine della Bandiera Rossa, e poi alla battaglia di Berlino, ricevendo un secondo Ordine della bandiera rossa. Smobilitato nell'ottobre 1946 per infortunio, tornò al villaggio natale, dove fu eletto presidente del locale consiglio rurale (Сельсовет сове́т). Dal 1955 e fino al pensionamento, lavorò nel complesso d'irrigazione Juzbašsko-Aksaevskoj. Nel 1995, il Consiglio di Stato della Repubblica del Daghestan presentò una petizione per assegnare a Ismailov il titolo di Eroe della Federazione Russa, titolo che gli fu riconosciuto nel 1996 con decreto del Presidente della Federazione Russa. È morto nel villaggio natale di Čagarotar, nel Chasavjurtovskij rajon del Daghestan, il 16 febbraio 2010.